# Mauro Rufo
Mauro Rufo (San Donato Val di Comino, 12 maggio 1953) è un ex calciatore italiano, di ruolo centrocampista.

## Carriera
Dopo gli esordi con il Cassino in Serie D, nel 1973 va in prestito temporaneo alla Lazio per disputare il Torneo Anglo-Italiano. In quello stesso anno passa alla SPAL con cui debutta in Serie B, per trasferirsi l'anno successivo al Brindisi dove gioca per due stagioni in Serie B, e nel 1976 è ancora tra i cadetti con la maglia dell'Avellino.
Negli anni successivi scende di categoria in Serie C con Cavese e Gallipoli, in Serie C1 con l'Anconitana ed infine in Serie C2 con Maceratese e Gioventù Brindisi, dove conclude la carriera da professionista nel 1983.
Complessivamente in quattro campionati di Serie B colleziona 106 presenze segnando 4 gol.